# Horn (Gipfel)
Der Horn (auch Horngipfel, Burfeindthorn und Claus Burfeindt Horn) ist mit einer Höhe von 2519 m der zweithöchste Gipfel des Brandbergmassivs und der zweithöchste Berg in Namibia.

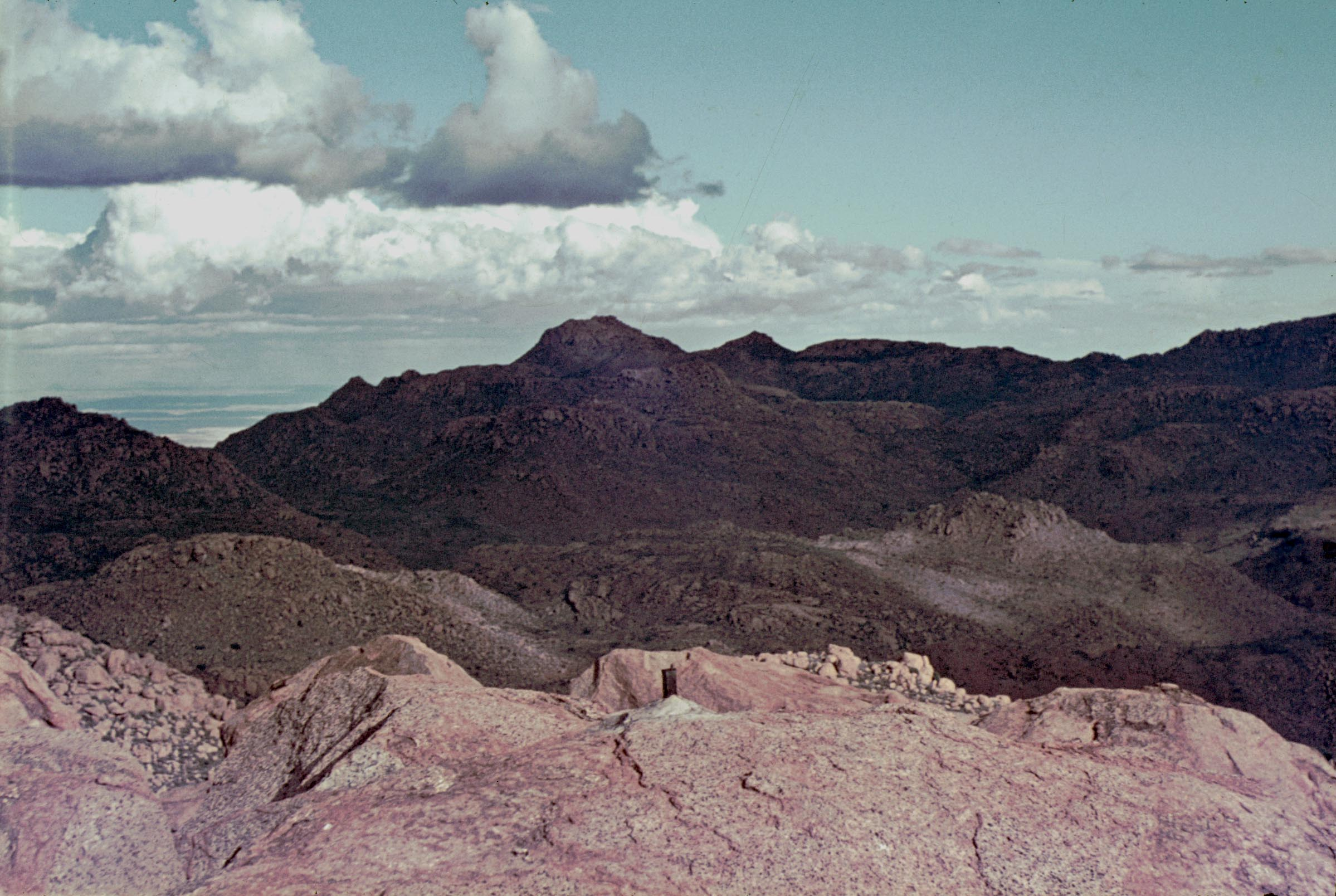
1966: Die einzementierte Eisenstange aus dem Jahr 1914 war noch vorhanden. Im Hintergrund der Königstein.

Der Ausgangspunkt für eine Besteigung des Gipfels über die Numas-Schlucht liegt auf 700 m, etwa zwei Stunden von der letzten Ortschaft entfernt. Bis zum Gipfel sind rund 1850 Höhenmeter zu überwinden.
Im Februar 1914 stiegen die Vermessungssoldaten Claus Burfeindt und Hans Carstensen, beide Angehörige der kolonialen Schutztruppe, mit großer Mühe und nur durch die Unterstützung einzelner Menschen vor Ort in das Brandbergmassiv. „Am zweiten Tag gewannen sie in der Mittagsstunde einen Überblick über das ganze Gebirge, mit seinen verschiedenen Kuppen. Ohne ein Fernglas zu besitzen musste die weitere Richtung bestimmt werden, um die höchste Erhebung zu erklimmen (…), bis sie den Gipfel am dritten Tag erreichten. (…) Dann begann die Arbeit. Der T.P. musste festgelegt werden, auf dem höchsten Punkt wurde ein Bolzen einzementiert, der im Gepäck mitgeführt worden war. Mit dem Heliographen wurde die Signalverbindung mit Okombahe hergestellt, diese musste Burfeindt solange aufrechterhalten, bis er weitere Befehle erhielt.“ Die beiden irrten sich hinsichtlich des höchsten Gipfels: es stellte sich erst sehr viel später heraus, dass sie auf dem Horn, dem zweithöchsten Gipfel des Brandbergs waren, denn man fand dort 1955 die von Burfeindt einzementierte Eisenstange.